# Assim São os Fortes
Across the Wide Missouri (bra/prt: Assim São os Fortes) é um filme estadunidense de 1951, dos gêneros aventura e faroeste, dirigido por William A. Wellman, estrelado por Clark Gable, e co-estrelado por Ricardo Montalbán, John Hodiak, James Whitmore e María Elena Marqués. O roteiro de Talbot Jennings e Frank Cavett foi baseado no livro homônimo de 1947, do historiador Bernard DeVoto.
A trama dramatiza o relato de vários comerciantes de peles e suas interações com os povos nativos estadunidenses.

## Sinopse
O caçador e comerciante de peles Flint Mitchell (Clark Gable) conquista e se casa com Kamiah (María Elena Marqués), uma princesa indígena da tribo Blackfoot, a fim de conseguir acesso às terras demarcadas para ele mesmo caçar e comercializar as peles dos animais.

## Elenco
- Clark Gable como Flint Mitchell
- Ricardo Montalbán como Ironshirt, o chefe de guerra dos Blackfoot
- John Hodiak como Brecan
- James Whitmore como Velho Bill
- María Elena Marqués como Kamiah, a princesa dos Blackfoot
- Adolphe Menjou como Pierre, um caçador francês
- J. Carrol Naish como Looking Glass, o chefe dos Nez Perce
- Jack Holt como Bear Ghost, o xamã dos Blackfoot
- Alan Napier como Capitão Humberstone Lyon
- George Chandler como Gowie, o assistente de Lyon
- Richard Anderson como Dick Richardson
- Howard Keel como Chip Mitchell, o filho de Flint e narrador
- Chief Tahachee como Indígena
- Nipo T. Strongheart como Chefe Indígena
- Evelyn Finley como Squaw
- Bobby Barber como Gardipe
- Timothy Carey como Baptiste DuNord
- Russell Simpson como Hoback (não-creditado)

## Produção
Durante as filmagens, Ricardo Montalbán foi supostamente jogado de um cavalo, nocauteado, e pisado por outro cavalo, deixando-o com uma lesão espinhal. A lesão ocorreu em 1993 e forçou-o a usar uma cadeira de rodas.
A maior parte das locações externas do filme foram filmadas nas Montanhas Rochosas, principalmente em altitudes entre 2.000 e 4.000 metros, ao norte de Durango, Colorado e Molas Pass, onde se localizaram as gravações.

## Trilha sonora
A trilha sonora do filme foi composta e conduzida por David Raksin, que incorporou a música "Oh Shenandoah" nos créditos principais e finais. Músicas adicionais foram compostas e/ou adaptadas (do material de Raksin) por Al Sendrey e conduzida por Johnny Green.
- "Across The Wide Missouri", letra e melodia por Ervin Drake e Jimmy Shirl
- "Skip to My Lou"
- "Alouette, Pretty Alouette"
- "Indian Lullaby", letra e melodia por Alberto Colombo, letra indígena por Nipo T. Strongheart

A trilha sonora completa foi lançada em CD em 2009, pelos registros da Film Score Monthly.

## Recepção

### Bilheteria
De acordo com os registros da Metro Goldwyn Mayer, o filme arrecadou US$ 2.789.000 nacionalmente e US$ 1.812.000 no exterior, totalizando US$ 4.601.000 mundialmente. O retorno lucrativo da produção foi de US$ 2.381.000.